# Enrique Gaviria Liévano
Enrique Gaviria Liévano (Bogotá. 19 de agosto de 1939-18 de octubre de 2020) fue un abogado, diplomático, historiador y profesor colombiano. Era reconocido por ser El Padre del derecho internacional de Colombia.

## Biografía
Nació en Bogotá en 1939, estudió derecho en la Universidad Libre. Obtuvo una Maestría en Derecho Internacional Comparado (MCL) de la Universidad de Michigan y una Especialización en Derecho Internacional Aéreo y Espacial de la Universidad de McGill. Durante su carrera fue docente de derecho en  las universidades Externado, Rosario, de los Andes y Libre.
A lo largo de su trayectoria como abogado y diplomático fue conjuez de la Corte Constitucional de Colombia, embajador de Colombia ante las Naciones Unidas y el Consejo de Seguridad, y embajador de Colombia en Grecia, Albania, República Checa y Uruguay. Entre sus actuaciones como embajador se destacó su participación en el litigio marítimo que enfrentó a Colombia con Nicaragua a raíz del diferendo sobre las aguas que rodean el archipiélago de San Andrés y Providencia. 
Fue presidente y miembro fundador del Colegio Colombiano de Arbitramento y árbitro emérito de la Cámara de Comercio de Bogotá. Entre 2008 y 2012 fue Presidente de la Academia Colombiana de Historia. Sus más de quince de libros -en los que trata temas de diversa índole como la historia, el derecho internacional y asuntos culturales y étnicos- son conocidos en las facultades de derecho y ciencias sociales de Colombia. Falleció en Bogotá el 18 de octubre de 2020 de un infarto agudo de miocardio.